# Peñafiel (község)
Peñafiel egy község Spanyolországban, Valladolid tartományban. Peñafiel Canalejas de Peñafiel, Torre de Peñafiel, Manzanillo, Valladolid, Quintanilla de Arriba, Pesquera de Duero, Curiel de Duero, Bocos de Duero, Castrillo de Duero, Olmos de Peñafiel és Rábano községekkel határos. Lakosainak száma 5188 fő (2024).

## Népesség
A település népessége az utóbbi években az alábbiak szerint változott:
| Lakosok száma | 5127 | 5433 | 5514 | 5592 | 5628 | 5428 | 5201 | 5037 | 5104 | 5188 |
|               | 2001 | 2004 | 2007 | 2009 | 2012 | 2014 | 2017 | 2019 | 2022 | 2024 |